# Futbol News
Futbol News – czasopismo o tematyce piłkarskiej, wydawane od 3 sierpnia 2009 roku do października 2010 przez SportLive24. Początkowo ukazywał się w poniedziałki i czwartki, od 15 września 2010 roku stał się tygodnikiem.
Redaktorem naczelnym był Jacek Kmiecik, a dyrektorem wydawniczym Piotr Górski, obaj znani niegdyś z m.in. Przeglądu Sportowego. W skład redakcji wchodzili również Janusz Basałaj, Paweł Grabowski, Paweł Draźba, Rafał Lebiedziński, Jakub Pachnicki, Jakub Polkowski, Krzysztof Stanowski, Paweł Zarzeczny, Sebastian Staszewski, Przemysław Zych, Marcin Frączak, Jakub Polkowski, Piotr Gajewski, Marek Szandurski, Konrad Kaźmierczak, Przemysław Gajzler, Piotr Kaszubski, Adrian Wawrzyczek. Za dział foto odpowiadał Grzegorz Lech.
Poniedziałkowy numer wychodził w objętości wynoszącej 32 strony (w Warszawie 36). 

## Felietoniści
- Paweł Zarzeczny
- Janusz Basałaj
- Piotr Górski

## Korespondenci zagraniczni
- Marcin Harasimowicz

## Kąciki tematyczne
- Temat tygodnia
- Futbol News weekend (opis meczów ekstraklasy, wydarzenia z Europy, 1 ligi, wyniki 2 ligi i lig zagranicznych)
- Kontrowersje (domniemane faule i tabela niewydrukowana)
- Wygrał – przegrał – zremisował (wyniki z innych dyscyplin)
- Trybuna kibica
- Nasze typy dla Ciebie (kącik bukmacherski)
- Telewizja – piłka na żywo